# Анрі Буїсон
Анрі Буїсон (фр. [ɑ̃ʁi bɥisɔ̃]; 1873—1944) — французький фізик. Буїсон (Буіссон) і Шарль Фабрі відкрили озоновий шар у 1913 році.
Бюіссон народився 15 липня 1873 року в Парижі та помер 6 січня 1944 року в Марселі у віці 70 років.

## Відзнаки та нагороди
- 1913: премія Пірсона-Перрена.
- 1915: Бойовий Хрест.
- 1916: Премія Янссена.
- 1927: офіцер ордена Почесного легіону[6].
- 1939: Премія Поля-Маргеріт-де-ла-Шарлоні.

## Інтернет-ресурси
- Biografía en la Biblioteca Nacional Alemana